# Sylwester Wójcik
Sylwester Wójcik (ur. 14 marca 1931 w Babicy, zm. 29 maja 2005 w Krakowie) – polski prawnik, specjalista prawa cywilnego, profesor nauk prawnych, profesor zwyczajny Uniwersytetu Jagiellońskiego. W latach 1975–1978 prorektor Uniwersytetu Jagiellońskiego, a w latach 1993–1999 dziekan Wydziału Prawa i Administracji Uniwersytetu Jagiellońskiego.

## Życiorys
Uczęszczał do szkoły podstawowej w Babicy. Maturę uzyskał w 1950 r. w I Państwowym Gimnazjum i Liceum im. ks. Stanisława Konarskiego w Rzeszowie. Podjął studia na Wydziale Prawa Uniwersytetu Jagiellońskiego, które ukończył w 1954 r. uzyskaniem tytułu magistra prawa. W latach 1953–1954 był zatrudniony w Wyższej Szkole Rolniczej w Krakowie. W 1954 r. podjął pracę w Uniwersytecie Jagiellońskim. W 1959 r. na podstawie rozprawy pt. Pojęcie umowy o dzieło i jej odgraniczenie od umowy o pracę i od zlecenia otrzymał stopień naukowy doktora nauk prawnych, zaś w 1965 r. na podstawie dorobku naukowego oraz rozprawy  pt. Windykacyjna ochrona własności w polskim prawie cywilnym uzyskał stopień doktora habilitowanego nauk prawnych. W 1975 r. otrzymał tytuł naukowy profesora nadzwyczajnego nauk prawnych, a w 1980 r. profesora zwyczajnego. W latach 1975–1978 był prorektorem Uniwersytetu Jagiellońskiego, a w latach 1993–1999 dziekanem Wydziału Prawa i Administracji Uniwersytetu Jagiellońskiego.
W latach 1986–1989 był członkiem Zespołu Ekspertów Sejmu PRL.  Od 1982 r. był członkiem Komitetu Nauk Prawnych Polskiej Akademii Nauk. Członek Komitetu Redakcyjnego "Studiów cywilistycznych".
Poza Uniwersytetem Jagiellońskim był związany z wieloma innymi uczelniami: Uniwersytetem Marii Curie-Skłodowskiej w Lublinie (Filia w Rzeszowie), Uniwersytetem Rzeszowskim, Krakowską Akademią im. Andrzeja Frycza Modrzewskiego oraz Wyższą Szkołą Administracji i Zarządzania w Przemyślu, której był współtwórcą. W latach 1956–1961 był zatrudniony w Prezydium Wojewódzkiej Rady Narodowej w Krakowie.
Wchodził w skład Centralnej Komisji do Spraw Stopni i Tytułów.

## Odznaczenia
- Krzyż Oficerski Orderu Odrodzenia Polski (1994)
- Krzyżem Kawalerski Orderu Odrodzenia Polski (1975)[1].
- Medal 30-lecia Polski Ludowej
- Medal 40-lecia Polski Ludowej
- Medal Komisji Edukacji Narodowej
- Odznaka tytułu Zasłużony Nauczyciel PRL
- Złota Odznaka "Za pracę społeczną dla miasta Krakowa"
- Złota Odznaka Związku Nauczycielstwa Polskiego
- Nagroda resortowa III stopnia (1966)
- Nagroda resortowa II stopnia (1978, 1980 – zespołowo)

## Życie prywatne
Był synem Ignacego (działacza ruchu ludowego) i Ludwiki z domu Mac. Miał braci: Jana (ur. 1924), Władysława (ur. 1927) i Zdzisława (ur. 1938). Był żonaty z Martą z domu Gałuszka urodzoną w Strzyżowie. Miał córkę Elżbietę.

## Śmierć i pochówek
Zmarł 29 maja 2005. Jego pogrzeb odbył się 3 czerwca 2005. Jest pochowany obok żony na Cmentarzu Rakowickim w Krakowie (cmentarzu wojskowym przy ul. Prandoty), kwatera XCVII, rząd 11, miejsce 4.

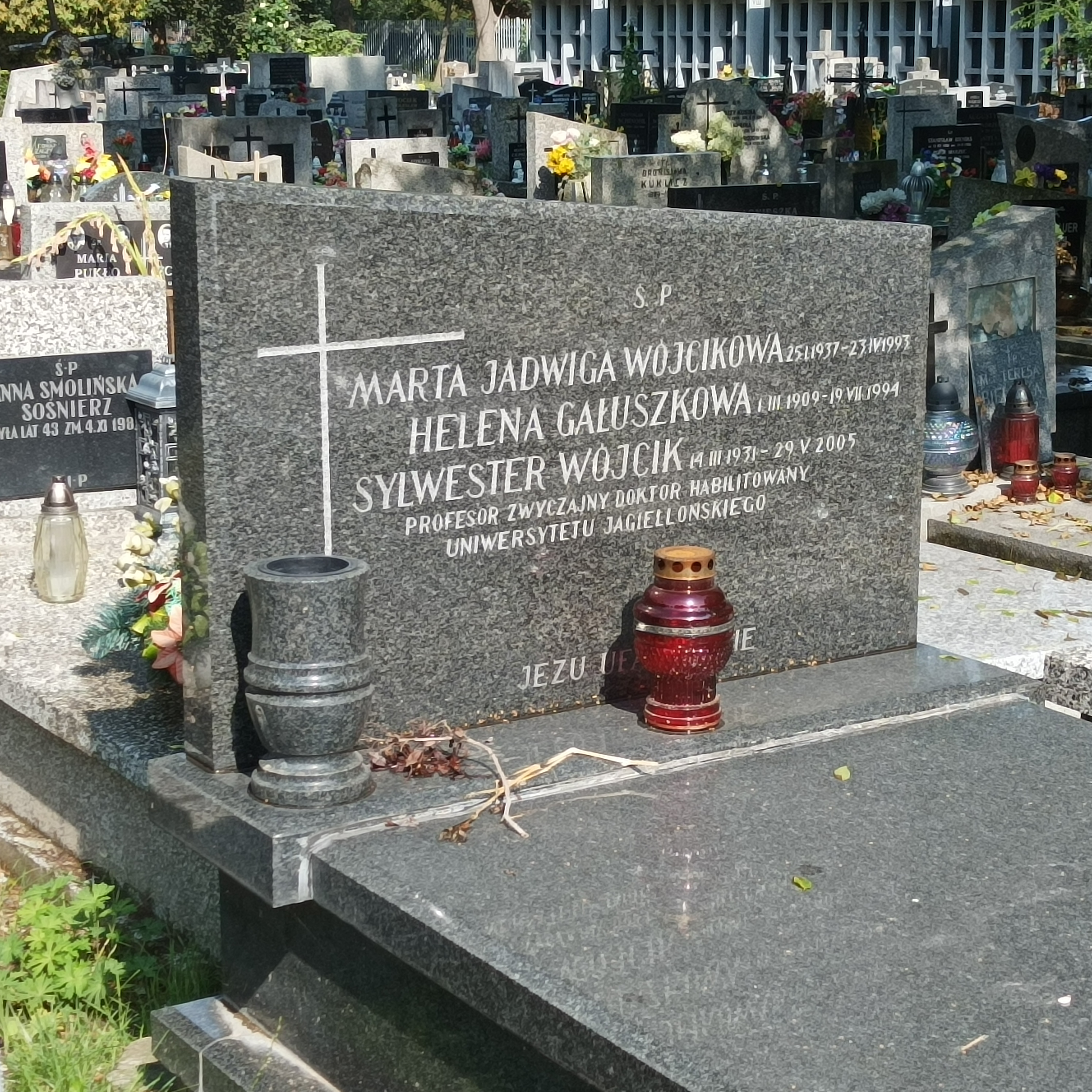
Grób prof. Sylwestra Wójcika na cmentarzu wojskowym przy ul. Prandoty w Krakowie